# Kanakysaurus
Kanakysaurus — рід сцинкоподібних ящірок родини сцинкових (Scincidae). Представники цього роду є ендеміками Нової Каледонії.

## Види
Рід Kanakysaurus нараховує 2 види:
- Kanakysaurus viviparus Sadlier, Whitaker, Bauer, & Smith, 2004
- Kanakysaurus zebratus Sadlier, Smith, Whitaker, & Bauer, 2008